# Rikuto Hirose
Rikuto Hirose (広瀬 陸斗?, Hirose Rikuto; Saitama, 23 settembre 1995) è un calciatore giapponese, difensore del Vissel Kōbe.

## Palmarès

### Club

#### Competizioni nazionali
- Campionato giapponese: 2

Yokohama F·Marinos: 2019
Vissel Kōbe: 2024
- Coppa dell'Imperatore: 1

Vissel Kōbe: 2024